# Sholingur
Sholingur (o Sholinghur) è una suddivisione dell'India, classificata come town panchayat, di 26.597 abitanti, situata nel distretto di Vellore, nello stato federato del Tamil Nadu. In base al numero di abitanti la città rientra nella classe III (da 20.000 a 49.999 persone).

## Geografia fisica
La città è situata a 13° 7' 0 N e 79° 25' 0 E e ha un'altitudine di 154 m s.l.m..

## Società

### Evoluzione demografica
Al censimento del 2001 la popolazione di Sholingur assommava a 26.597 persone, delle quali 13.462 maschi e 13.135 femmine. I bambini di età inferiore o uguale ai sei anni assommavano a 3.062, dei quali 1.595 maschi e 1.467 femmine. Infine, coloro che erano in grado di saper almeno leggere e scrivere erano 19.597, dei quali 10.911 maschi e 8.686 femmine.